# Карлгайнц Нойманн
Карлгайнц Нойманн (нім. Carlheinz Neumann, 27 листопада 1905 — 19 травня 1983) — німецький академічний веслувальник.
Олімпійський чемпіон 1932 року в складі розпашної четвірки зі стерновим.